# Joséphine Bacon
Joséphine Bacon OC (Pessamit, 23 de abril de 1947) es una poeta innu de Quebec. Publica en francés e innu-aimun . También ha trabajado como traductora, investigadora comunitaria, documentalista, curadora y compositora para Chloé Sainte-Marie y Alexandre Belliard. También ha comisariado una exposición en la Grande Bilbiothèque de Montreal, Quebec, y enseña en la Institución Kiuna en Odanak. 

## Biografía
Bacon nació en la comunidad innu de Pessamit en 1947 y pasó los primeros cinco años de su vida en el campo con su familia antes de ingresar a un internado en Maliotenam.  En la década de 1960 se mudó a la Ciudad de Quebec, donde trabajó como secretaria y más tarde asistió a la escuela de secretariado en Ottawa dirigida por la Oficina de Asuntos Aborígenes. Se mudó a Montreal en 1968 y más tarde se convirtió en traductora y transcriptora para antropólogos que entrevistaban a importantes ancianos innu y guardianes del conocimiento en Labrador y Quebec. 
Ella es el tema del documental de Kim O'Bomsawin de 2020 Call Me Human (Je m'appelle humain) . 
Fue nombrada Oficial de la Orden de Canadá en 2023. Actualmente reside en Montreal. 

## Obra
- Desobéissons! Eka pashishtetau!. Tinqueux: Éditions du Centre de créations pour l'enfance, 2019. [5]
- Uiesh |Alguna parte . Montreal, Mémoire d'encrier, 2018. [6]
- Un té en la tundra = Nipishapui nete mushuat . traducido por Donald Winkler. Bookland Press, 2017. [7]
- Guetter l'aurore : literaturas y resistencias, 1944-2014 . Genouilleux: Passe du Vent, 2014. [8]
- Akin Kadipendag Tramposo . Montreal: Posibles ediciones, 2014. [9]
- Mingan mi pueblo : poemas de escolares innu . traducido por Solange Messier. Editores de la Quinta Casa, 2014. [10]
- Un thé dans la toundra = Nipishapui nete mushuat . Memoria de grabado, 2013. [11]
- Mingan, pueblo mon : poemas de escolásticos innus . en coautoría con Rogé, Laure Morali y Rita Mestokosho. Ediciones de la Bagnole, 2012. [12]
- Nous sommes tous des sauvages en coautoría con José Acquelin . Mémoire d'encrier, 2011. [13]
- Bâtons à mensaje| Palos de mensajes | Thissinuashitakana . Montreal: Mémoire d'encrier, 2010. [14]
- La créature des neiges = Kunapeu . Bibliothèque et Archives nationales du Quebec, 2008.[15]

## Filmografía
Bacon ha dirigido un documental y ha trabajado como traductora y narradora en documentales del cineasta Arthur Lamothe y Gilles Carle, entre ellos:
- Tshishe Mishtikuashisht - El pequeño gran europeo : Johan Beetz (1997). [16]
- Ameshkuatan - Les sorties du castor (1978). [17]

Su primer documental, sobre un encuentro entre ancianos innu y madres de clanes de Kahnawake, se ha perdido. 
En 2025, actuó en Rumble (Pidikwe) de Caroline Monnet. La película fue seleccionada en Forum Expanded en el 75º Festival Internacional de Cine de Berlín, donde se proyectó por primera vez en febrero de 2025. 

## Premios y reconocimientos
- Prix des libraires du Québec, en la categoría de poesía quebequesa for su trabajo Uiesh / Quelque part, 2019.[19]
- Indigenous Voices Awards, en la categoría de trabajos publicados en francés, 2019.[20]
- Officer of l’Ordre de Montréal, 2018.[21]
- Champion of the Order of Arts and Letters of Quebec, 2018.[21]
- Prix International Ostana – escritos en lengua materna, 2017.[22]
- Reader's Prize at the Montreal Poetry Market por su poema "Dessine-moi l’arbre", 2010.[22]
- Doctora honoraria por Laval University, 2016.[21]
- Governor General's Award finalista por Un thé dans la toundra/Nipishapui nete mushuat, 2014.[22]
- Grand Prix du livre de Montréal finalista por Un thé dans la toundra/Nipishapui nete mushuat, 2014.[23][21]